# Tango milonguero
Tango Milonguero är en dansstil inom tango. Stilen kännetecknas av en mycket sluten fattning som inte modifieras under dansens gång. De dansande lutar sig till synes mot varandra, även om var och en behåller sin egen balans. Den täta omfamningen gör att dissociation, vriding av överkroppen, är en sparsamt använd teknik. Steg och figurer är rudimentära eller minimaliserade, och fokus ligger i stället på kontakt och rytmik. Ursprunget är omtvistat: några säger att stilen bygger vidare på former som odlades på 1950-talet i trånga fik i centrala Buenos Aires, andra att det är en kommersiell uppfinning från 1990-talet, för att turister ska kunna lära sig att dansa tango på kort tid. Stilen har nått framgång i USA och i Europa. Den person som främst förknippas med begreppet tango milonguero är Susana Miller.